# Pseudocharopinus concavus
Pseudocharopinus concavus is een eenoogkreeftjessoort uit de familie van de Lernaeopodidae. De wetenschappelijke naam van de soort is voor het eerst geldig gepubliceerd in 1913 door Wilson C.B..